# Вуксанович, Бошко
Бошко Вуксанович (серб. Boško Vuksanović / Бошко Вуксановић; 4 января 1928, Котор, Королевство Югославия — 4 апреля 2011, Белград, Сербия) — югославский ватерполист, серебряный призёр Олимпийских игр в Хельсинки (1952) и Мельбурне (1956). Первый черногорец, ставший призёром Олимпийских игр.

## Спортивная карьера
Работал механиком в югославском «Центртуристе» и одновременно получал высшее юридическое образование.
Свою спортивную карьеру он начал в 1942 году в оккупированном Белграде, в клубе «Боб». После войны играл в «Црвене звезде», в 1949 году был призван во флот и попал в недавно созданный сплитский клуб «Морнар». В том же году дебютировал в сборной, в 1950 г. вместе с национальной командой завоевал на континентальном первенстве в Вене «бронзу». На Олимпийских играх в Хельсинки (1952) в составе сборной завоевывает серебряную медаль, этот же успех он повторил на Евро-1954 в Турине. На летних Играх в Мельбурне (1956) он был заявлен за команду, но участия в соревнованиях не принимал. В 1953 году выиграл турнир «Трофео Италия» в Неймегене.
С «Морнаром» трижды становился чемпионом страны (1952, 1953, 1955). В 1955 году стал играющим тренером черногорского «Ядрана» (Херцег-Нови) и дважды приводил его к победе в чемпионате (1958, 1959), после чего возглавил сборную. Под его руководством сборная Югославии победила на Универсиаде в Софии (1961), а в 1962 году привёл сборную к серебряным медалям на чемпионате Европы в Лейпциге. В 1963 г. во главе сборной Югославии выигрывает Средиземноморские игры в Неаполе. Своего самого большого успеха в качестве тренера он добился на Олимпиаде в Токио (1964), выиграв с командой «серебро».
Впоследствии он работал в качестве тренера в сборной Федеративной Республики Германия (1966—1968) и белградской «Црвене звезде».